# Madonna Benois

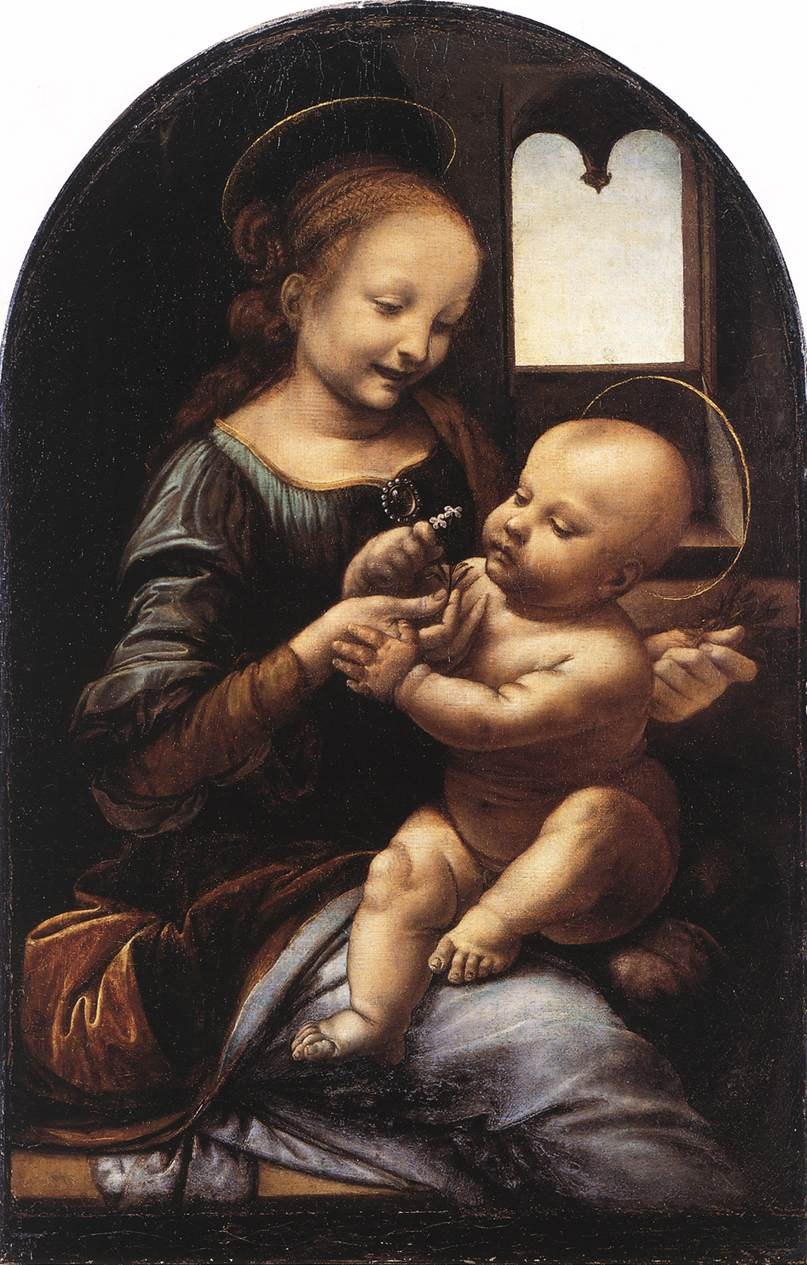
Madonna s kvítkem

Madonna Benois (Madona s kvítkem) je raný obraz italského renesančního umělce Leonarda da Vinci. Vznikl v roce 1478, jak o tom svědčí umělcova vlastnoruční poznámka v soupisu jeho kreseb a záznamů. Dnes se nachází v Sankt-Petersburské Ermitáži Zimního paláce. Dílo představuje Marii a jejího syna Ježíše Krista. Marie je ztvárněna jako mladá žena v jednoduchém oděvu a s účesem, jaký nosily ženy Leonardovy doby. Baví své dítě sedící na jejím klíně kvítkem a s veselým úsměvem ve tváři sleduje Ježíšovo zaujetí hrou. Leonardovo autorství malby bylo dlouho zpochybňováno. Obraz se začátkem 19. století dostal do Ruska jako dílo neznámého umělce. To, že je obraz dílem Leonardovým, zjistil až v roce 1908 kurátor výstavy v petrohradské Ermitáži E. Lipgart. V roce 1914 obraz koupil pro Ermitáž car Mikuláš II. Název Benois odkazuje na jednoho z majitelů obrazu, architekta Leontije Beňa, od něhož ho car kupoval.